# Dietrich Kayser
Dietrich Kayser (* 28. Juli 1944 in Osnabrück) ist ein deutscher Schriftsteller, Übersetzer, Hörspiel- und Sachbuchautor und Hochschullehrer.

## Wirken
Kayser studierte Germanistik, Politikwissenschaften und Volkskunde an den Universitäten in Freiburg im Breisgau und Montpellier. 1974 wurde er in Freiburg mit einer Dissertation über „Schlager, das Lied als Ware“ promoviert.
Kayser war unter anderem bis 1980 Leiter der Volkshochschule in Freiburg i. Br. Er wirkte dann als Chefdramaturg der Hörspielabteilung beim Südwestfunk und war später freiberuflicher Autor und Professor für Praktische Kommunikationstechniken und Rhetorik an der Fachhochschule Erfurt, wo er von 2001 bis 2003 Dekan des Fachbereichs Wirtschaftswissenschaften war. Er verfasste neben Sachbüchern zur Kommunikationstechnik fast zwanzig Hörspiele und zwei Theaterstücke, bearbeitete Theaterstücke von William Shakespeare, Ludvig Holberg, Friedrich Schiller, Gotthold Ephraim Lessing und Giovanni Boccaccio für den Hörfunk und war als Herausgeber und Übersetzer aktiv.

## Werke
- Schlager. Das Lied als Ware. Untersuchungen zu einer Kategorie der Illusionsindustrie, Verlag J. B. Metzler, Stuttgart 1975 (2. Auflage 1976)
- Ortsbeschreibung. Autoren sehen Freiburg, Verlag Rombach, Freiburg 1980 (Hrsg.)
- Bronnen. Farce nach Motiven aus „Arnolt Bronnen gibt zu Protokoll“, UA Bühnen der Stadt Bonn, 1981
- Sharon Bower, Dietrich Kayser: Erfolgreich reden und überzeugen. Der praktische Rhetorikkurs, Verlag Herder, Freiburg / Basel / Wien 1996
- Wenn man das Schlechte nicht rechnet geht’s uns famos, Revue zum 100. Geburtstag von Erich Kästner, UA Wallgraben Theater Freiburg 1999
- Sharon Bower, Gordon H. Bower: Vertrauen zu sich selbst gewinnen. Wie Sie sich selbst behaupten und mit anderen besser umgehen können, Verlag Herder, Freiburg / Basel / Wien 1999 (2 Auflagen), Übersetzung aus dem amerikanischen Englisch
- Erziehen ist C.H.E.F.-Sache. In schwierigen Situationen souverän reagieren, Verlag Herder, Freiburg / Basel / Wien 2004
- Materialen / Arbeitshilfen. Die ICE-Methode. Ein Leitfaden für Lehrer, Kursleiter und Dozenten., Verlag weropress, Pfaffenweiler 2005
- Überzeugend reden und präsentieren. Mit der ICE-Methode schnell ans Ziel, Verlag weropress, Pfaffenweiler 2005
- Matei Vișniec, Die alte Dame, die täglich 37 Molotowcocktails baut (La vieille dame qui fabrique 37 cocktails molotov par jour), Theaterstück, Übersetzung aus dem Französischen und Bearbeitung als Hörspiel

## Hörspiele
Autor/Regie/Sprecher:
- 1967: glemms. Farce von Dietrich Kayser – Regie: Günter Bommert (Original-Hörspiel, Kurzhörspiel – RB)
- 1968: Wölfe – Regie: Günter Bommert (Originalhörspiel – RB)
- 1969: Ja, operieren, nein – Regie: Günter Bommert (Originalhörspiel, Kurzhörspiel – RB)
- 1970: Nachrichten (Hörspiel)
- 1970: Hörspielwerkstatt: Pausen – Regie: Günter Bommert (Originalhörspiel – RB)
- 1973: Bei uns zu Haus – Regie: Gottfried von Einem (Hörspiel – RB)
- 1973: Freibier im Hirschen (Hörspiel)
- 1974: De nee Maschin. Niederdeutsches Hörspiel – Regie: Walter Bäumer (Originalhörspiel, Mundarthörspiel – RB/NDR)
- 1975: Wo das Meer aufhört Meer zu sein (Hörspiel)
- 1978: Flüsterstücke. Diese Rechte finden ihre Schranken – Regie: Raoul Wolfgang Schnell (Originalhörspiel – BR/HR)
  - Auszeichnung: Hörspiel des Monats Oktober 1978
- 1979: Wie schön ist es, Soldat zu sein: Die Weiterverpflichtung – Regie: Peter Michel Ladiges (Originalhörspiel, Kurzhörspiel – HR)
- 1979: Wie schön ist es, Soldat zu sein: Tot ist tot – Regie: Peter Michel Ladiges (Originalhörspiel, Kurzhörspiel – HR)
- 1979: Wie schön ist es, Soldat zu sein: Das alte Lied – Regie: Peter Michel Ladiges (Originalhörspiel, Kurzhörspiel – HR)
- 1979: Wie schön ist es, Soldat zu sein: Die Beschwerde – Regie: Peter Michel Ladiges (Originalhörspiel, Kurzhörspiel – HR)
- 1981: Mit Co-Autorin Jeanine Meerapfel: Malou. Fortsetzung der Geschichte (Regie und Sprecher) (Originalhörspiel – SWF/RB)
- 1982: De Staat is lecker. Ein Funk-Comic aus dem Jahr 1982 – Übersetzung und Regie: Jochen Schütt (Originalhörspiel, Mundarthörspiel – RB/NDR)
- 1986: Das dritte Ohr – Regie: Norbert Schaeffer (Originalhörspiel – SR/RB)

Sonstiges:
- 1980: Reinhard Hummel: Essay über Geräusche in der Geschichte des Hörspiels – Moderation: Dietrich Kayser; Regie: Ch. Körner (Essay – SWF)
- 1982: Lars Gustafsson: Die Tennisspieler (Bearbeiter (Wort)) – Regie: Hans Gerd Krogmann (Hörspielbearbeitung – WDR)